# Ókert
Ókert (1899-ig Oskerda, szlovákul Oškerda) Kiszucaújhely településrésze, korábban önálló község Szlovákiában, a Zsolnai kerületben, a Kiszucaújhelyi járásban.

## Fekvése
Kiszucaújhely központjától 2 km-re dél-délnyugatra fekszik.

## Története
A 18. század végén Vályi András így ír róla: „OSKERKA. Tót falu Trentsén Várm. földes Ura G. Vindisgrácz Uraság, lakosai katolikusok, fekszik Brodnóhoz közel, mellynek filiája, határja középszerű”.
Fényes Elek 1851-ben kiadott geográfiai szótárában így ír a faluról: „Oskerda, tót falu, Trencsén vgyében, a Kisucza vize mellett: 161 kath. lak. F. u. h. Eszterházy. Ut. p. Zsolna”.
1910-ben 168, túlnyomórészt szlovák lakosa volt. A trianoni békéig Trencsén vármegye Kiszucaújhelyi járásához tartozott.
1973-ban csatolták Kiszucaújhelyhez.

## Külső hivatkozások
- Ókert Szlovákia térképén

## Lásd még
- Kiszucaújhely
- Újhelyszabadi